# مارغريت تود (طبيبة)
مارغريت تود (بالإنجليزية: Margaret Todd)‏ (23 أبريل 1859، غلاسكو في المملكة المتحدة - 3 سبتمبر 1918)؛ طبيبة، كاتِبة وروائية بريطانية.